# Gorkys Hernández
Gorkys Gustavo Hernández Lugo (nacido en Güiria, Sucre, Venezuela, el 7 de septiembre de 1987). Es un Outfielder de béisbol profesional venezolano que juega para los Gigantes de San Francisco de las Grandes Ligas y jugó para Los Cardenales de Lara en la LVBP.

## Carrera

### Tigres de Detroit
Gorkys Hernández firmó con la organización de Tigres de Detroit en abril de 2005. En 2007, como miembro del West Michigan Whitecaps de la Midwest League de la Clase A (Media), fue nombrado Midwest League Mid-Season y Post-Season All-Star, fue nombrado Midwest League MVP, y compitió en el All -Star Futures Juego para el Equipo Mundial. El 29 de octubre de 2007, Hernández fue negociado por los Tigres de Detroit junto con el lanzador Jair Jurrjens a los Bravos de Atlanta a cambio del campocorto Édgar Rentería.

### Bravos de Atlanta
Gorkys Hernández fue catalogado como el quinto mejor prospecto en la organización de Bravos de Atlanta por Baseball America. Antes de la temporada de 2008. El 3 de junio de 2009, los Bravos intercambiaron a Hernández junto con Charlie Morton y Jeff Locke a los Piratas de Pittsburgh a cambio de Nate McLouth.

### Piratas de Pittsburgh
El 18 de mayo de 2012, fue llamado al club de la liga grande. Hizo su debut en las Grandes Ligas el 21 de mayo, convirtiéndose en el Venezolano Nº 276 en las Grandes Ligas. El 27 de mayo, consiguió su primer éxito en Grandes Ligas, un sencillo de 2 carreras junto al lanzador de los Chicago Cubs, Michael Bowden.

### Miami Marlins
El 31 de julio de 2012, los Piratas de Pittsburgh intercambiaron a Gorkys Hernández en una selección de 2013 al Miami Marlins por Gaby Sánchez y Kyle Kaminska.

### Kansas City Royals
El 23 de julio de 2013, los Miami Marlins intercambiaron a Gorkys Hernández a los Reales de Kansas City por Alex McClure. Gorkys Hernández fue asignado a Omaha Storm Chasers de la Pacific Coast League, de la filial de los Reales de la Clase Triple A. El 23 de noviembre de 2013 Hernández volvió a firmar un contrato de ligas menores con los Reales de Kansas City.

### Chicago White Sox
El 10 de abril de 2014, Hernández fue negociado a los Medias Blancas de Chicago por consideraciones de dinero en efectivo y asignado a los Charlotte Knights de la International League de la Triple A. Fue puesto en libertad el 11 de junio de 2014.

### Volver a los Piratas
Hernández se incorpora a los Piratas de Pittsburgh el 1 de diciembre de 2014, aceptando un acuerdo de ligas menores que incluía una invitación para el entrenamiento de primavera. El 28 de junio de 2015, Gorkys Hernández fue llamado a las mayores y comenzó en el campo derecho.

### San Francisco Giants
En 2016, Hernández acordó un contrato de ligas menores con los Gigantes de San Francisco. Los Gigantes lo promovieron a las ligas mayores el 23 de agosto para reemplazar al lesionado Gregor Blanco.
El 4 de abril de 2017, en su primer juego de la temporada contra Arizona Diamondbacks (comenzó en lugar del Jardinero central (CF) Denard Span) tuvo cuatro carreras en su carrera.